# Агаете
Агаете (ісп. Agaete) — муніципалітет в Іспанії, у складі автономної спільноти Канарські острови, у провінції Лас-Пальмас, на острові Гран-Канарія. Населення — 5748 осіб (2010).
Муніципалітет розташований на відстані близько 1760 км на південний захід від Мадрида, 25 км на захід від міста Лас-Пальмас-де-Гран-Канарія.
На території муніципалітету розташовані такі населені пункти: (дані про населення за 2010 рік)
- Агаете: 3710 осіб
- Вальє-де-Агаете: 1097 осіб
- Гуаєдра: 8 осіб
- Ель-Орнільйо: 19 осіб
- Лос-Льянос: 55 осіб
- Пуерто-де-лас-Ньєвес: 628 осіб
- Ель-Ріско: 225 осіб
- Ель-Сао: 6 осіб

## Демографія
Динаміка населення (INE ):

## Галерея зображень

Розташування муніципалітету на острові Гран-Канарія
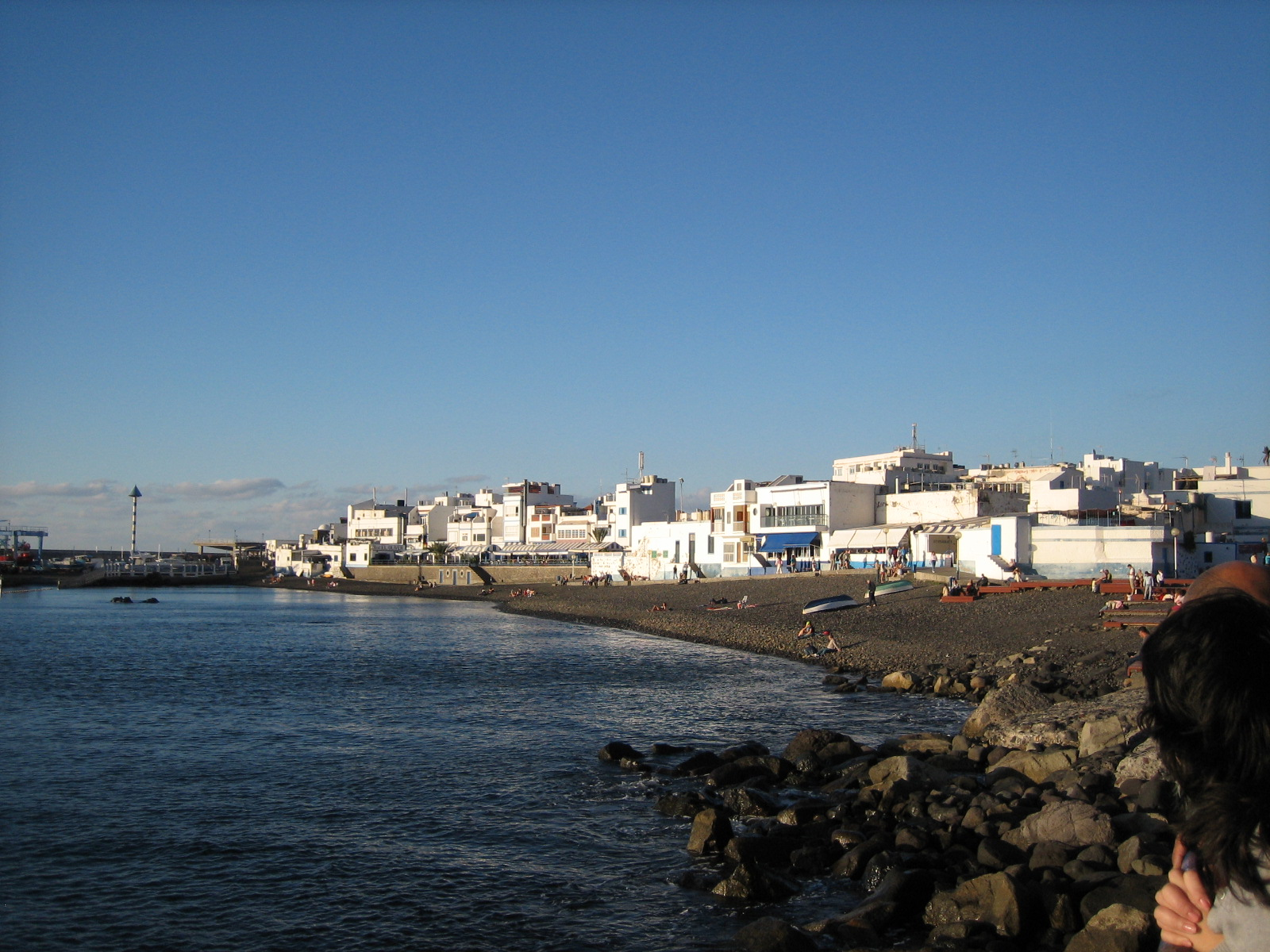
Пуерто-де-лас-Ньєвес